# Bob Mebius
Martinus (Bob) Mebius (Watergraafsmeer, 9 augustus 1917 - Utrecht, 23 mei 1973) was een Nederlandse verzetsstrijder in de Tweede Wereldoorlog. Hij speelde een prominente rol in het Wageningse verzet.

## Levensloop
Mebius was de zoon van de arts Jacobus Mebius en Grietje Smedes. Het gezin woonde (in ieder geval) vanaf het einde van de jaren twintig in Bennekom. In september 1940 verhuisde Mebius naar Leeuwarden. Een klein jaar later keerde hij weer terug naar Bennekom.
Mebius had zijn eindexamen met succes afgelegd aan het Christelijk Lyceum in Arnhem. Na de middelbare school vond hij tijdelijk werk op de gemeentesecretarie in Wageningen. Mebius raakte in de loop van de oorlog betrokken bij het verzet. Als gemeenteambtenaar kon hij de gegevens vervalsen op persoonskaarten die aanwezig waren op het gemeentehuis. De gegevens op vervalste persoonsbewijzen kwamen op die manier toch overeen. De ruimte voor sabotage nam toe nadat de gemeentesecretaris Bergsma daarvan op de hoogte werd gesteld. Zo verwijderde Mebius gegevens van teruggekeerde krijgsgevangenen waardoor zij geen oproep ontvingen voor tewerkstelling in Duitsland.
De Duitse bezetter had in december 1942 het hoofd van de inspectie van de bevolkingsregisters opdracht gegeven om gegevens te verschaffen over de mannelijke Nederlanders geboren in de jaren 1918-1922 met het oog op tewerkstelling in Duitsland. Hierop besloot Mebius samen met Jan van Roekel en de studenten Henk Sijnja en Yge van der Wal het hele bevolkingsregister te laten verdwijnen. In de nacht van 2 op 3 januari 1943 bezochten zij het Wageningse stadhuis en namen alle persoonskaarten achter op de fiets mee. Ze gooiden deze in een moeras. Dit was de eerste overval tijdens de oorlog op een bevolkingsregister. Na ontdekking werd een groep van 21 studenten van de Landbouwhogeschool als gijzelaars overgebracht naar Kamp Amersfoort en later Kamp Vught. Een van hen overleed daar.
Samen met Sijnja zat Mebius achter de moord op Cornelis Iprenburg in oktober 1943. Iprenburg werkte voor de Sicherheitsdienst en was verantwoordelijk voor de arrestatie van een aantal verzetsmensen. De Wageningse verzetsleiding besloot dat hij geliquideerd moest worden. De SD-helper lag als gevolg van een eerdere mislukte aanslag in het ziekenhuis. Sijnja en Mebius fietsten in de avond van 27 oktober 1943 naar het ziekenhuis. Sijnja schoot Iprenburg dood met een pistool dat hij onder een bos bloemen had verstopt, terwijl Mebius buiten bleef wachten. Beide verzetslieden ontkwamen.
De Sicherheitsdienst achterhaalde toch Mebius' betrokkenheid bij het verzet. In het het Algemeen Politieblad van 24 augustus 1944 werd zijn aanhouding gelast wegens falsificaties in dienstbetrekking. Twee maanden later slaagde Mebius er als deelnemer aan Operatie Pegasus I in te ontkomen naar bevrijd gebied. Tijdens deze actie ontsnapten honderd veertig man, merendeels Britse militairen die na de Slag om Arnhem in de regio waren achtergebleven, dwars door de Duitse linies heen door de Rijn tussen Renkum en Wageningen over te steken. Na aankomst in Nijmegen werd Mebius ingelijfd bij het Regiment Stoottroepen. In april 1945 trok hij met de geallieerden het bevrijde Wageningen binnen.
Na de oorlog emigreerde Mebius naar het buitenland.